# Poinciana
Poinciana  est une census-designated place située dans les comtés d’Osceola et Polk, dans l’État de Floride, aux États-Unis. Lors du recensement de 2010, sa population s’élevait à 53 193 habitants.

## Démographie
| 2000   | 2010   | - | - | - | - |
| ------ | ------ | - | - | - | - |
| 13 647 | 53 193 | - | - | - | - |

## Source
- (en) Cet article est partiellement ou en totalité issu de l’article de Wikipédia en anglais intitulé « Poinciana, Florida » (voir la liste des auteurs).